# パトリック・カイ
パトリック・カイ（Patrick Kay、1993年9月19日 - ）は、カナダのラグビー選手。

## プロフィール
- カナダ・ダンカン出身[1]。
- ポジションはセンター(CTB)。
- 身長 182cm、体重 92kg
- U20カナダ代表に選ばれたことがある[2]。
- 7人制カナダ代表に選ばれたことがある[3]。

## 略歴
2021年、東京五輪の7人制カナダ代表スコッドに選ばれた。